# Daimler Stahlradwagen
Pour les articles homonymes, voir Daimler.
La Daimler Stahlradwagen est un prototype d'automobile du constructeur automobile Daimler-Motoren-Gesellschaft. Conçue par les inventeurs allemands Gottlieb Daimler et Wilhelm Maybach en 2 exemplaires en 1889, elle est la seconde automobile à moteur à essence de l'histoire de l'automobile. Son moteur Daimler Type P révolutionnaire, est commercialisé à l’international sous licences Daimler.

## Historique
Concurrents de l'inventeur allemand Carl Benz et de sa Benz Patent Motorwagen (1 cylindre) de 1886 (considérée comme le premier prototype fonctionnel d'automobile à moteur à essence de l'histoire de l'automobile), Gottlieb Daimler et son ami Wilhelm Maybach prennent leur indépendance en 1882 de l’industrie de moteur à combustion et explosion Deutz AG de l'inventeur Nikolaus Otto, et finissent de mettre au point ce prototype pour leur compte en 1889, première voiture fonctionnelle à quatre roues à moteur à essence, carburateur à gicleur à essence (Moteur Daimler Type P, deux cylindres en V, premier moteur en V de l'histoire) de leur invention. Ils le présente sur le stand de Panhard & Levassor de la galerie des « machines et des progrès techniques » de l'Exposition universelle de Paris de 1889.
La forme en V était de 17 degrés. L’alésage était de 60 mm et la course de 100 mm. La puissance maximale de 1,5 ch a été atteinte à 700 tr/min. Le moteur a été conçu avec un taux de compression de 1:2,5. Un carburateur de surface servait de carburateur. Les soupapes d’admission fonctionnaient automatiquement comme des soupapes renifleurs. La soupape d’échappement était contrôlée par un disque à cames sur le volant. L’eau de refroidissement était acheminée à travers les tuyaux en acier du châssis via une pompe. Le véhicule a été la première automobile jamais construite avec une transmission à engrenages. Il avait quatre vitesses avec des vitesses de pointe de (5, 7, 11 et 18 km/h). La voiture n’était pas suspendue, mais le siège était monté sur des ressorts hélicoïdaux. Un frein à bande extérieure ne servait que de frein sur la roue arrière gauche. Les roues à rayons métalliques avaient un diamètre de 900 mm à l’avant et de 1000 mm à l’arrière. Seule une fine couche de caoutchouc solide a été appliquée sur les jantes en acier.

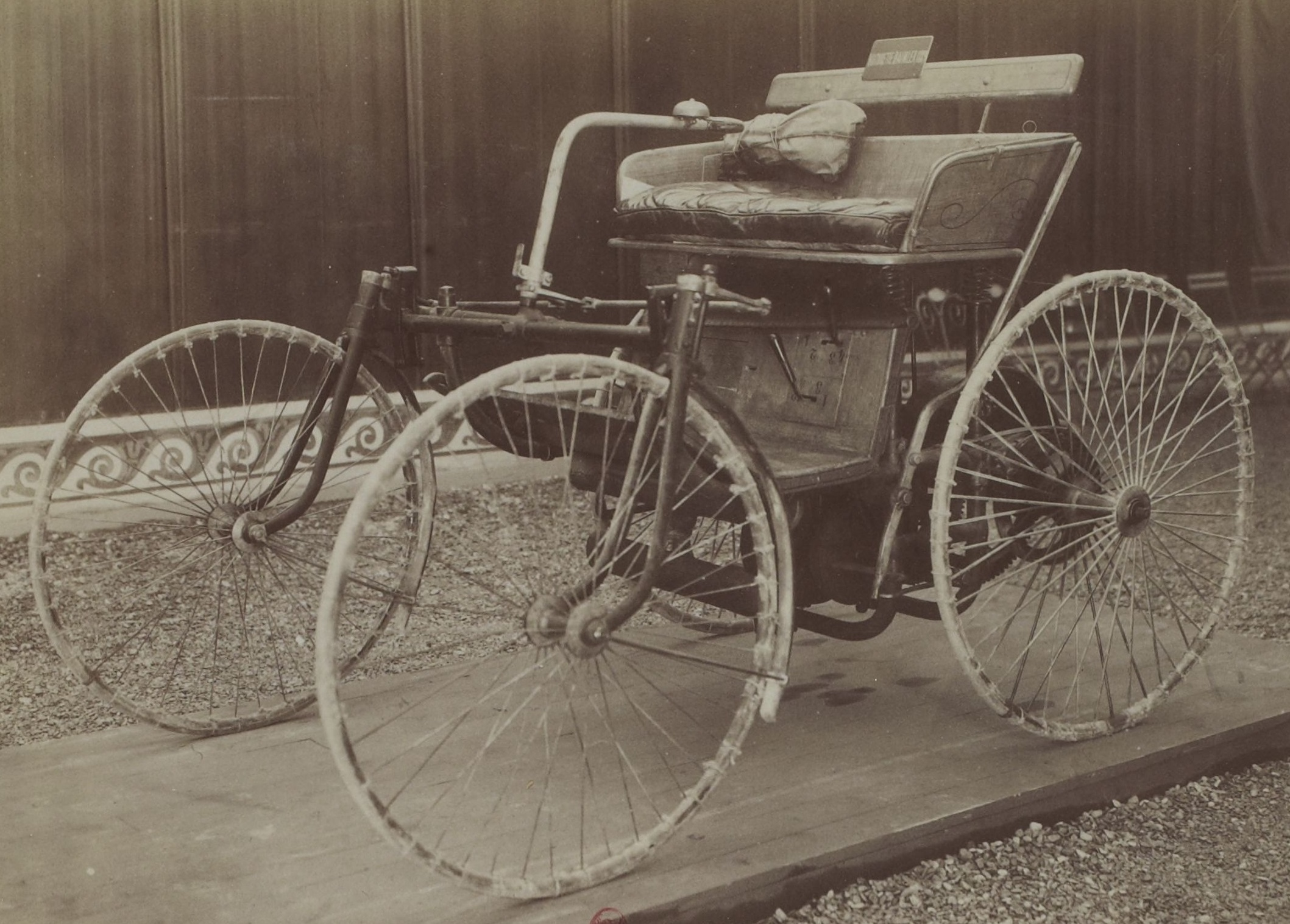
Collection photographique Jules Beau
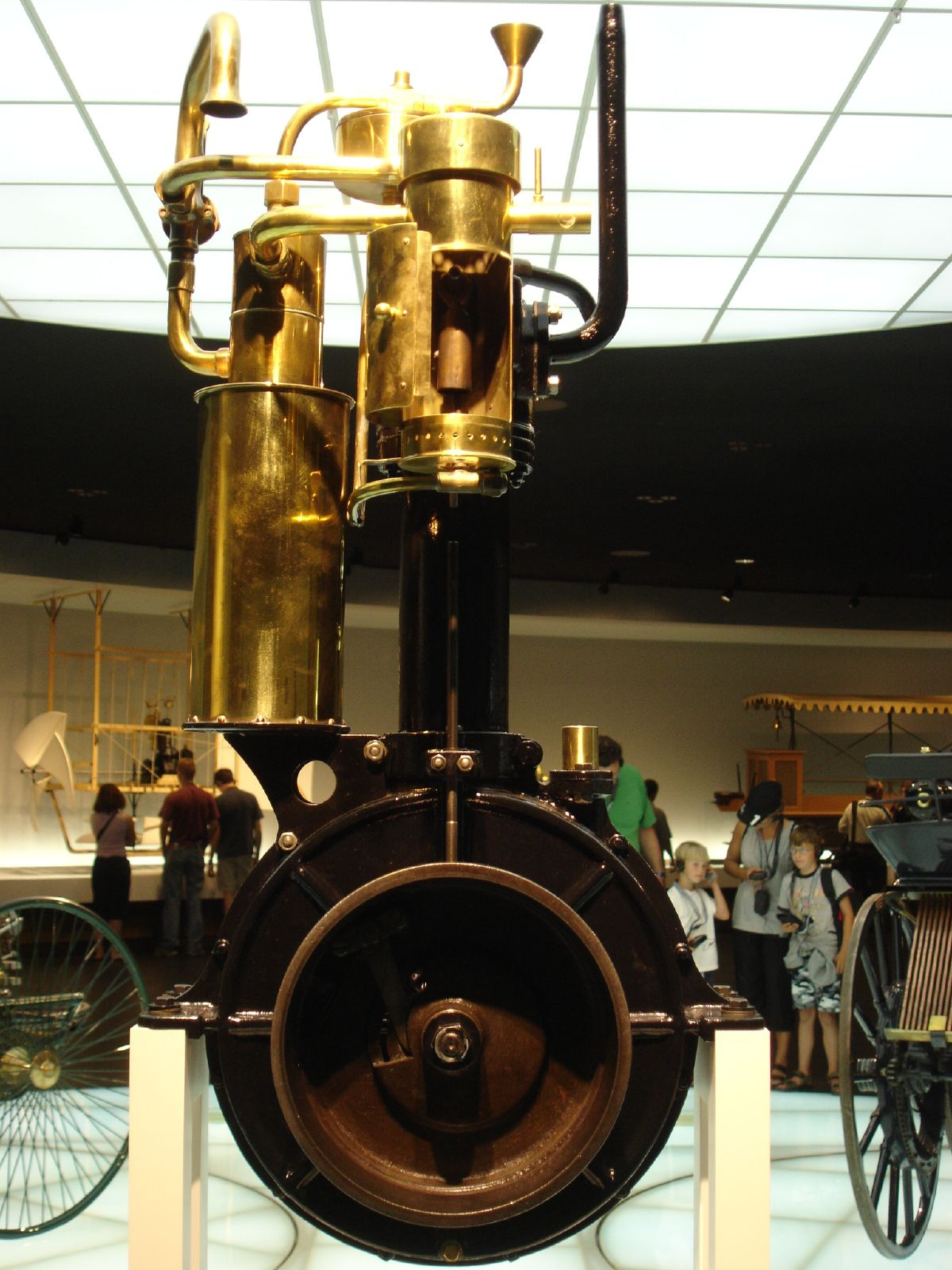
Moteur V2 Daimler

Gottlieb Daimler fonde son industrie Daimler-Motoren-Gesellschaft en 1890, et commercialise ses moteurs à essence Daimler V2 à l’international sous licences Daimler avec Panhard & Levassor pour la France, Austro-Daimler pour l'Autriche-Hongrie, Daimler Motor Company pour l'Empire britannique, Daimler USA. Il s'associe avec les industriels français René Panhard, Émile Levassor et Armand Peugeot de la famille Peugeot, qui s'inspirent de ce modèle pour orienter leurs industries automobiles vers les moteurs à essence, avec leurs premières Panhard & Levassor Type A à 195 exemplaires, Peugeot Type 2, Peugeot Type 3 à 64 exemplaires...

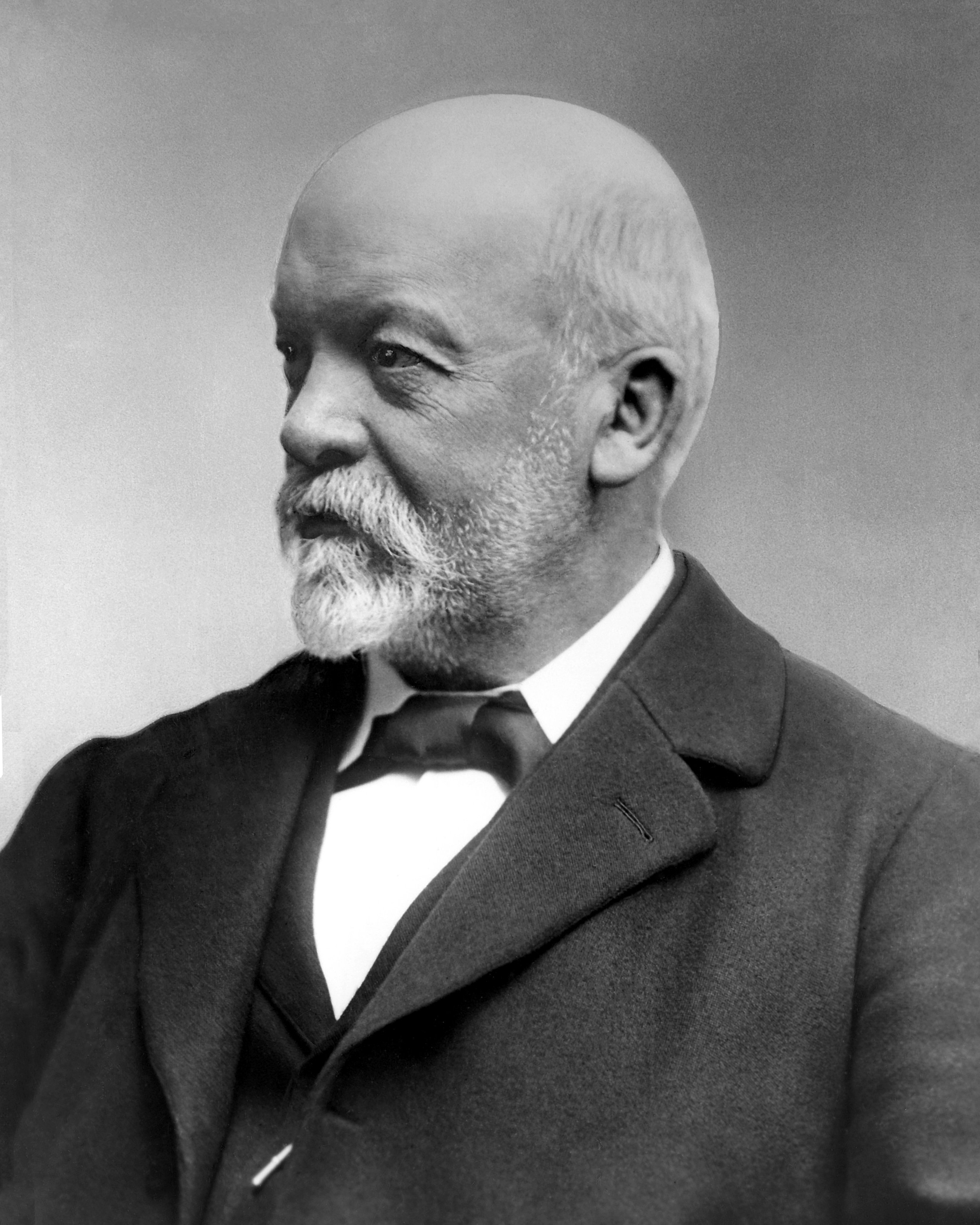
Gottlieb Daimler
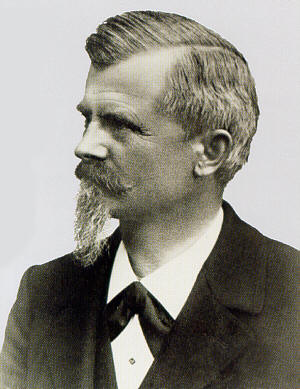
Wilhelm Maybach
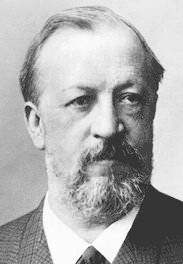
Nikolaus Otto
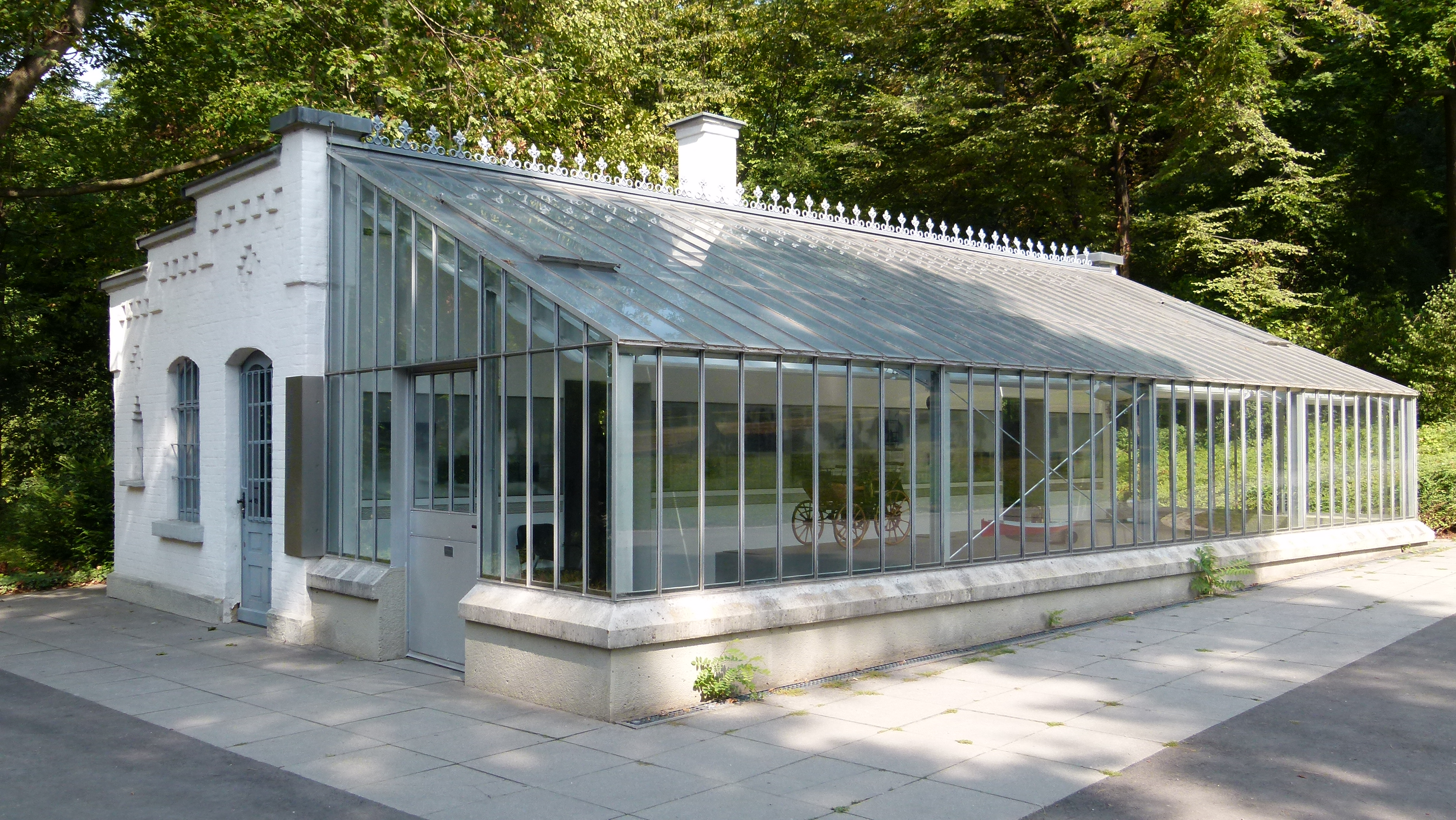
Atelier historique de Daimler-Motoren-Gesellschaft / musée Daimler de Stuttgart
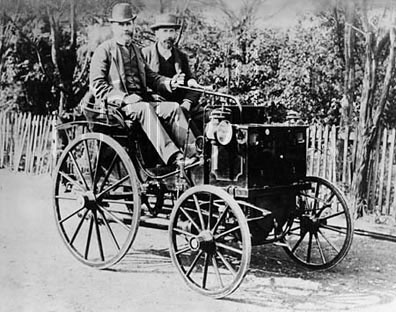
Panhard & Levassor Type A, moteur Type P Daimler, pilotée par René Panhard, et Émile Levassor

Les moteurs à essence allemands révolutionnent les moyens énergétiques animale, hippomobile, à vapeur, à gaz, électrique, à air comprimé, hydraulique... d'alors, et démultiplient les perspectives de la Révolution industrielle en cours, en même temps que la révolution de l’électricité de Thomas Edison (General Electric)...
En 1895 Émile Levassor et Gottlieb Daimler mettent au point une évolution de leur moteur, avec le Type M Phoénix, de deux, puis quatre cylindres, 8 ch, 40 km/h, pour équiper leurs modèles suivants Panhard & Levassor A1 et A2 et Daimler Phoenix. Un prototype de Panhard & Levassor Type A n°5, piloté par Émile Mayade, équipé de cette évolution de moteur, remporte la compétition automobile Paris-Marseille-Paris de 1896, avec 1652 km, parcouru en 67 heures et 42 min.

## Production Stahlradwagen
Production de la Stahlradwagen.
| Année         | 1889 | total |
| ------------- | ---- | ----- |
| Stahlradwagen | 2    | 2     |